# Мужская сборная ветеранов Исландии по кёрлингу
Мужская сборная ветеранов Исландии по кёрлингу — национальная мужская сборная команда, составленная из игроков возраста 50 лет и старше. Представляет Исландию на международных соревнованиях по кёрлингу. Управляющей организацией выступает Национальная ассоциация кёрлинга Сербии (англ. Curling Association of Iceland).

## Результаты выступлений

### Чемпионаты мира
| Год     | Место          | И              | В              | П              | Состав (скипы выделены шрифтом) | Состав (скипы выделены шрифтом) | Состав (скипы выделены шрифтом) | Состав (скипы выделены шрифтом) | Состав (скипы выделены шрифтом) | Состав (скипы выделены шрифтом) |                |
| Год     | Место          | И              | В              | П              | четвёртый                       | третий                          | второй                          | первый                          | запасной                        | тренер                          |                |
| ------- | -------------- | -------------- | -------------- | -------------- | ------------------------------- | ------------------------------- | ------------------------------- | ------------------------------- | ------------------------------- | ------------------------------- | -------------- |
| 2002—04 | не участвовали | не участвовали | не участвовали | не участвовали | не участвовали                  | не участвовали                  | не участвовали                  | не участвовали                  | не участвовали                  | не участвовали                  | не участвовали |
| 2005    | 18             | 9              | 2              | 7              | Gisli Kristinsson               | Hallgrimur Valsson              | Sigurgeir Haraldsson            | Agust Hilmarsson                | Júlíus Arason                   | Jón Hansen                      |                |
| 2006    | 14             | 6              | 1              | 5              | Gisli Kristinsson               | Hallgrimur Valsson              | Agust Hilmarsson                | Björn Sigmindsson               | Eiríkur Bóasson                 |                                 |                |
| 2008    | 15             | 8              | 1              | 7              | Gisli Kristinsson               | Kristján Thorkelsson            | Kristján Bjarnason              | Pall Tomasson                   | Eiríkur Bóasson                 |                                 |                |

(данные с сайта результатов и статистики ВФК: )